# Matilda Söderlund
Matilda Söderlund (* 21. Mai 1992 in Stockholm) ist eine schwedische Sportkletterin. Sie ist die erste skandinavische Frau, die eine Route im Schwierigkeitsgrad 9a geklettert hat.

## Karriere
Söderlund begann als 11-Jährige zu klettern. Bereits nach drei Monaten wurde sie Zweite in den schwedischen Junior-Nationalmeisterschaften. Mit 20 Jahren konnte sie sich als erste schwedische Person für ein Finale an den Weltmeisterschaften qualifizieren. 2013 wurde sie Sechste in den World Games in Cali.
2017 kehrte sie dem Wettkampfklettern den Rücken zu und legte ihren Fokus auf das Outdoor-Klettern. Zwei Jahre später gelang ihr die Route The Elderstatesman, welche mit 9a bewertet ist. Damit ist sie die erste skandinavische Frau, der eine Route im Schwierigkeitsgrad 9a gelang.
2022 gelang ihr zusammen mit Sasha DiGiulian und Brette Harrington die Begehung der Big-Wall-Route Rayu (8c) in Peña Santa de Castilla. Es ist die erste Wiederholung und erste Frauenbegehung dieser Route. Es ist zudem die schwierigste Begehung einer Big-Wall durch ein rein weibliches Team.
2022 eröffnete sie die Kletterhalle Moumo in Stockholm.

## Erfolge

### Sportklettern
- Niemisis (9a), Niemisel, Schweden – 2023
- The Elderstatesman (9a), Frankenjura, Deutschland – 2019 – erste Frauenbegehung, erste Begehung einer 9a-Route einer skandinavischer Frau
- The Last Rites (8c+), Frankenjura, Deutschland – 2019 – erste Frauenbegehung
- Pure Imagination (8c+), Red River Gorge, USA – 2018
- Golden For A Moment (8c), St. George, USA – 2019 – erste Frauenbegehung

### Big-Wall-Klettern
- Rayu (8c, 610 m), Peña Sanda de Castilla, Spanien – 2022 – erste Wiederholung und erste Frauenbegehung, mit Sasha DiGiulian und Brette Harrington
- Parzival (8b, 150 m), Alpstein, Schweiz – 2021 – erste Frauenbegehung[5]

### Bouldern
- Armstrong Assis (8B), Nockeby, Stockholm, Schweden – 2020[6]
- No More Greener Grasses (8A+), Mount Blue Sky, Colorado, USA – 2022[7]
- Moonlander Assis (8A+), Nockeby, Stockholm, Schweden
- Borderline Assis (8A), Nockeby, Stockholm, Schweden